# Dolichopeza (Nesopeza) taiwania
Dolichopeza (Nesopeza) taiwania is een tweevleugelige uit de familie langpootmuggen (Tipulidae). De soort komt voor in het Oriëntaals gebied.